# Canton de Mont-de-Marsan-1
Le canton de Mont-de-Marsan-1 est une circonscription électorale française du département des Landes.

## Histoire
Un nouveau découpage territorial des Landes entre en vigueur à l'occasion des élections départementales de 2015. Il est défini par le décret du 18 février 2014, en application des lois du 17 mai 2013 (loi organique 2013-402 et loi 2013-403). Les conseillers départementaux sont, à compter de ces élections, élus au scrutin majoritaire binominal mixte. Les électeurs de chaque canton élisent au Conseil départemental, nouvelle appellation du Conseil général, deux membres de sexe différent, qui se présentent en binôme de candidats. Les conseillers départementaux sont élus pour 6 ans au scrutin binominal majoritaire à deux tours, l'accès au second tour nécessitant 12,5 % des inscrits au 1er tour. En outre la totalité des conseillers départementaux est renouvelée. Ce nouveau mode de scrutin nécessite un redécoupage des cantons dont le nombre est divisé par deux avec arrondi à l'unité impaire supérieure si ce nombre n'est pas entier impair, assorti de conditions de seuils minimaux. Dans les Landes, le nombre de cantons passe ainsi de 30 à 15.
Le nouveau canton de Mont-de-Marsan-1 est formé de communes des anciens cantons de Mont-de-Marsan-Nord (8 communes) et de Roquefort (1 commune). Il est entièrement inclus dans l'arrondissement de Mont-de-Marsan. Le bureau centralisateur est situé à Mont-de-Marsan.

## Représentation
| Période élective | Période élective | Mandat | Mandat   | Identité         | Nuance | Nuance | Qualité                                                              |
| ---------------- | ---------------- | ------ | -------- | ---------------- | ------ | ------ | -------------------------------------------------------------------- |
| 2015             | 2021             | 2015   | 2021     | Mathieu Ara      |        | MoDem  | Directeur de cabinet du maire de Mont-de-Marsan, conseiller régional |
| 2015             | 2021             | 2015   | 2021     | Chantal Gonthier |        | DVD    | Présidente de la MSA Sud-Aquitaine                                   |
| 2021             | 2028             | 2021   | en cours | Frédéric Dutin   |        | PS     | Avocat, conseiller municipal de Mont-de-Marsan                       |
| 2021             | 2028             | 2021   | en cours | Salima Sensou    |        | PS     | Bénévole du secteur associatif et culturel                           |

### Résultats détaillés

#### Élections de mars 2015
À l'issue du 1er tour des élections départementales de 2015, deux binômes sont en ballottage : Mathieu Ara et Chantal Gonthier (Union de la Droite, 35,66 %) et Sylvie Segas-Lafitte et Didier Simon (PS, 34,95 %). Le taux de participation est de 54,47 % (9 101 votants sur 16 708 inscrits) contre 57,2 % au niveau départemental et 50,17 % au niveau national.
Au second tour, Mathieu Ara et Chantal Gonthier (Union de la Droite) sont élus avec 52,97 % des suffrages exprimés et un taux de participation de 53,74 % (4 402 voix pour 8 978 votants et 16 705 inscrits).

#### Élections de juin 2021
Le premier tour des élections départementales de 2021 est marqué par un très faible taux de participation (33,26 % au niveau national). Dans le canton de Mont-de-Marsan-1, ce taux de participation est de 37,08 % (6 168 votants sur 16 636 inscrits) contre 40,28 % au niveau départemental. À l'issue de ce premier tour, deux binômes sont en ballottage : Frédéric Dutin et Salima Sensou (Union à gauche, 30,57 %) et Mathieu Ara et Marie-Pierre Gazo (Union au centre, 25,44 %).
Le second tour des élections est marqué une nouvelle fois par une abstention massive équivalente au premier tour. Les taux de participation sont de 34,36 % au niveau national, 40,68 % dans le département et 36,98 % dans le canton de Mont-de-Marsan-1. Frédéric Dutin et Salima Sensou (Union à gauche) sont élus avec 51,57 % des suffrages exprimés (2 809 voix pour 6 154 votants et 16 640 inscrits),,.

## Composition
| Nom                                    | Code Insee | Intercommunalité                | Superficie (km2) | Population (dernière pop. légale)                | Densité (hab./km2) | Modifier                                    |
| -------------------------------------- | ---------- | ------------------------------- | ---------------- | ------------------------------------------------ | ------------------ | ------------------------------------------- |
| Mont-de-Marsan (bureau centralisateur) | 40192      | CA Mont-de-Marsan Agglomération | 36,88            | Fraction : 20 669 (2022) Commune : 31 455 (2022) | 853                | modifier les données · modifier les données |
| Bostens                                | 40050      | CA Mont-de-Marsan Agglomération | 7,66             | 205 (2022)                                       | 27                 | modifier les données · modifier les données |
| Campet-et-Lamolère                     | 40062      | CA Mont-de-Marsan Agglomération | 18,97            | 518 (2022)                                       | 27                 | modifier les données · modifier les données |
| Gaillères                              | 40103      | CA Mont-de-Marsan Agglomération | 14,04            | 647 (2022)                                       | 46                 | modifier les données · modifier les données |
| Geloux                                 | 40111      | CA Mont-de-Marsan Agglomération | 51,70            | 708 (2022)                                       | 14                 | modifier les données · modifier les données |
| Lucbardez-et-Bargues                   | 40162      | CA Mont-de-Marsan Agglomération | 21,48            | 564 (2022)                                       | 26                 | modifier les données · modifier les données |
| Pouydesseaux                           | 40234      | CA Mont-de-Marsan Agglomération | 34,09            | 879 (2022)                                       | 26                 | modifier les données · modifier les données |
| Saint-Avit                             | 40250      | CA Mont-de-Marsan Agglomération | 40,74            | 691 (2022)                                       | 17                 | modifier les données · modifier les données |
| Saint-Martin-d'Oney                    | 40274      | CA Mont-de-Marsan Agglomération | 34,40            | 1 356 (2022)                                     | 39                 | modifier les données · modifier les données |
| Uchacq-et-Parentis                     | 40320      | CA Mont-de-Marsan Agglomération | 38,58            | 610 (2022)                                       | 16                 | modifier les données · modifier les données |
| Canton de Mont-de-Marsan-1             | 4010       |                                 |                  | 26 847 (2022)                                    |                    | modifier les données                        |

Le canton de Mont-de-Marsan-1 comprend :
1. neuf communes entières,
2. la partie de la commune de Mont-de-Marsan située au nord d'une ligne définie par l'axe des voies et limites suivantes : depuis la limite territoriale de la commune de Saint-Pierre-du-Mont, rue de Saint-Pierre, impasse Saint-Pierre, ligne droite dans le prolongement de l'impasse Saint-Pierre, rue du Ruisseau, rue Jean-Mermoz, rue du Docteur-Cola, piste cyclable Dubalen―Plumaçon, rue du Plumaçon, place Stanislas-Baron, boulevard de la République, place Jean-Jaurès, rue Léon-des-Landes, rue Martinon, rue Pierre-Lisse, boulevard Delamarre, pont Delamarre, cours du Midou, boulevard Saint-Médard, giratoire de la Hiroire, avenue de Villeneuve, ligne droite reliant l'intersection de la rue de la Ferme-de-Fatigue et l'avenue de Villeneuve à l'extrémité du chemin de l'Evasion, chemin de l'Evasion, avenue de Mazerolles, avenue de Lacrouts, avenue de Villeneuve, jusqu'à la limite territoriale de la commune de Mazerolles.

## Démographie
En 2022, le canton comptait 26 847 habitants, en évolution de +5,58 % par rapport à 2016 (Landes : +5,78 %, France hors Mayotte : +2,11 %).
| 2013   | 2018   | 2022   |
| ------ | ------ | ------ |
| 25 741 | 25 525 | 26 847 |